# Xavi
Xavi [ˈ(t)ʃaβi] (* 25. Januar 1980 in Terrassa; bürgerlich Xavier Hernández i Creus) ist ein ehemaliger spanischer Fußballspieler und heutiger Trainer. Seine Position war das zentrale Mittelfeld. Er spielte seit seiner Jugendzeit beim FC Barcelona und wechselte im Juli 2015 zum al-Sadd Sports Club nach Katar, bei dem er seine Karriere im Mai 2019 beendete. Mit Barcelona wurde er achtmal spanischer Meister und gewann viermal die Champions League. 2008 und 2012 wurde er mit der spanischen Nationalmannschaft Europameister und 2010 Weltmeister. Xavi ist der Spieler mit den bisher meisten Europapokaleinsätzen für den FC Barcelona, nur Lionel Messi absolvierte mehr Pflichtspiele für den Klub.
Nach seinem Karriereende wurde Xavi Cheftrainer des Al-Sadd Sport Club, mit dem er Meister, Pokalsieger und Superpokalsieger wurde. Anfang November 2021 kehrte er als Cheftrainer zum FC Barcelona zurück.

## Karriere als Spieler

### Verein

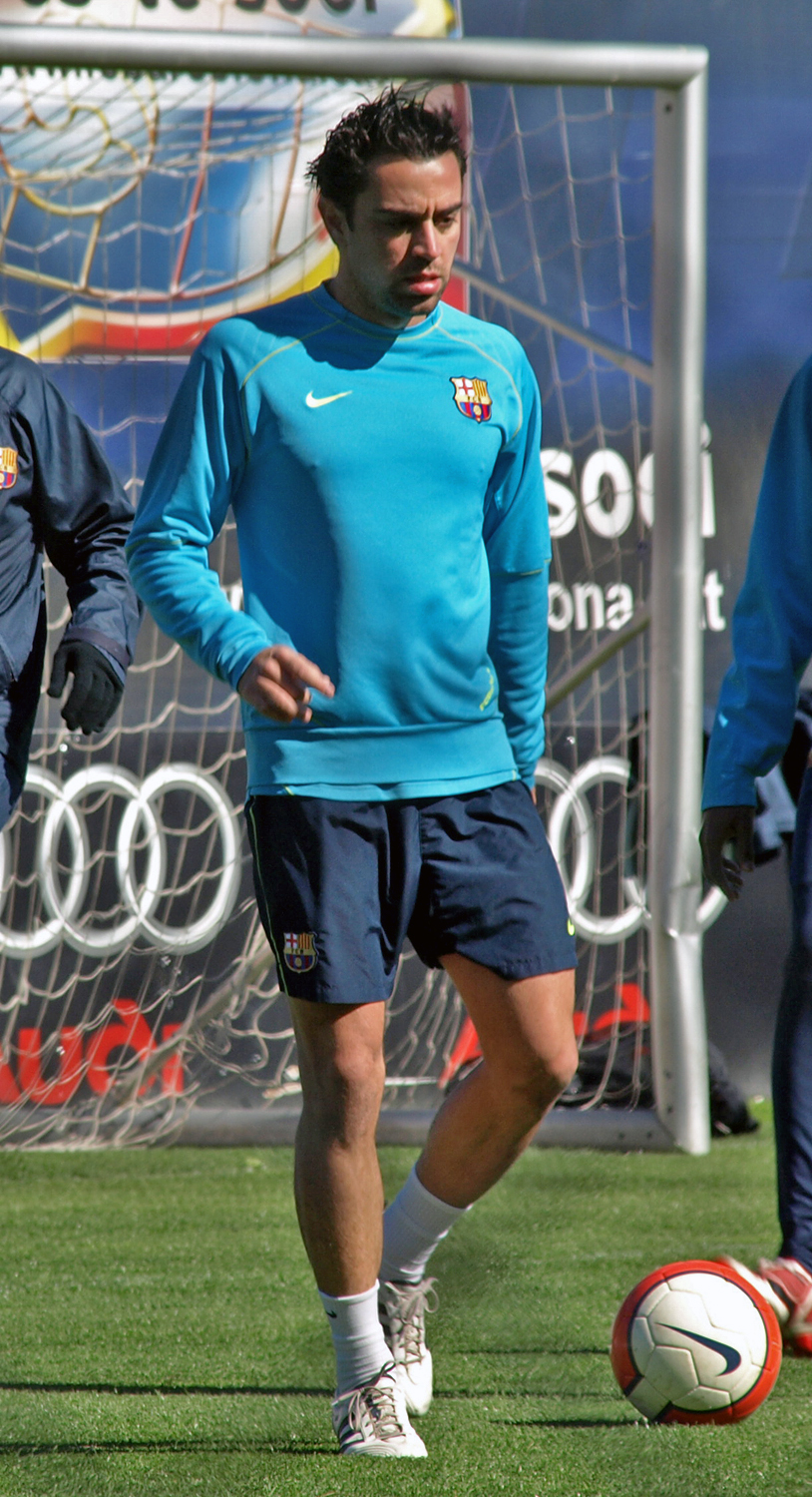
Xavi beim Training im Frühjahr 2008

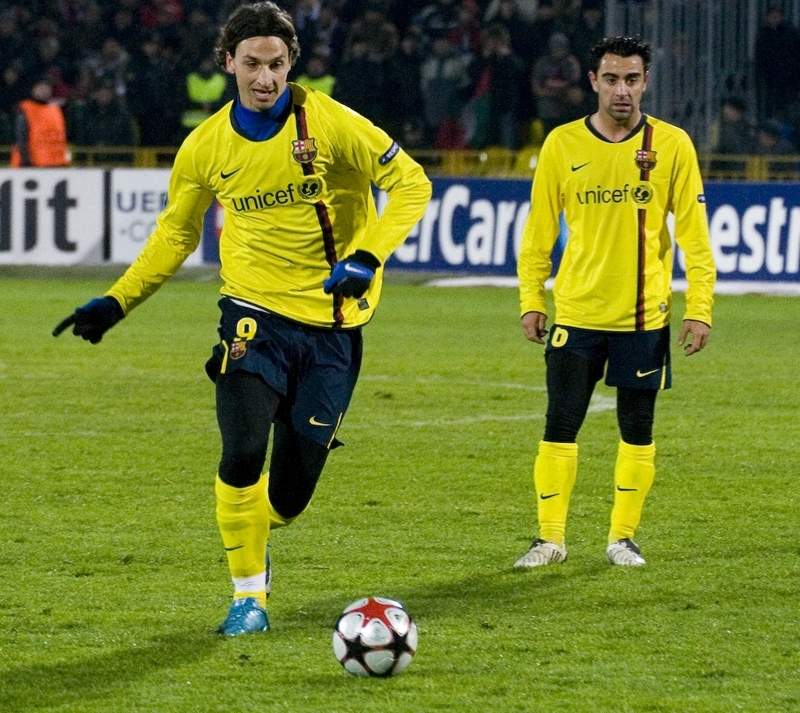
Xavi und Zlatan Ibrahimović (2009)

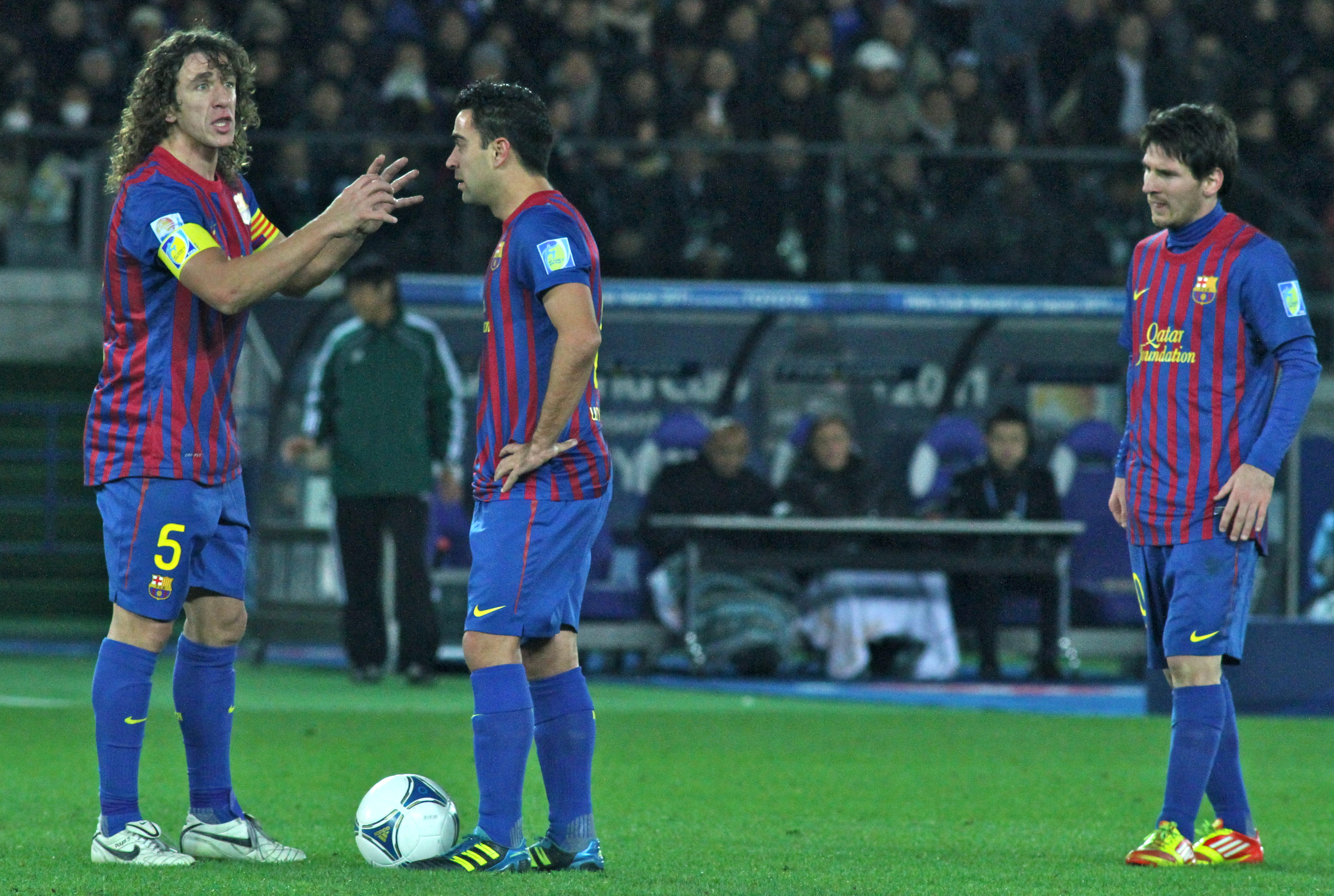
Xavi mit Carles Puyol (links) und Lionel Messi (rechts) (2011)

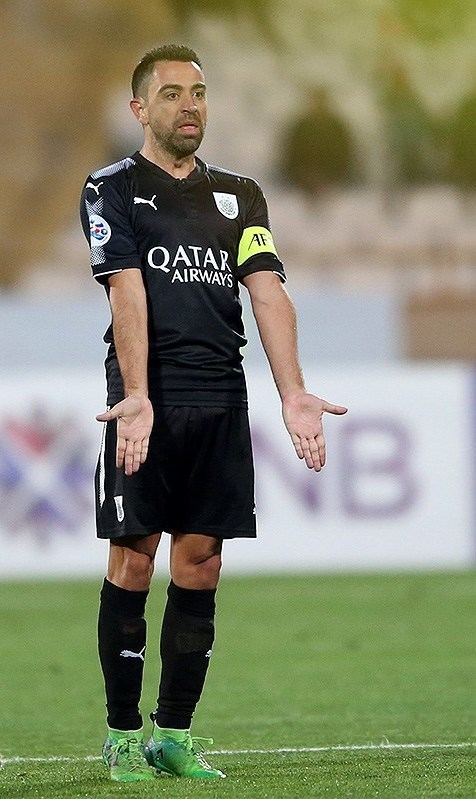
Xavi im Trikot des Al-Sadd Sport Clubs (2018)

#### Anfänge in La Masia
Xavi Hernández i Creus wurde in Terrassa in der katalanischen Provinz Barcelona geboren und spielte seit seinem elften Lebensjahr beim FC Barcelona. Er wurde in La Masia ausgebildet und stieg 1997 von der Jugendmannschaft des FC Barcelona zur zweiten Mannschaft auf. Er wurde schnell zum Schlüsselspieler im Reserveteam von Barcelona und wurde mit dem Team 1998 Drittligameister.

#### Weg zur Barça-Legende
Sein erstes Pflichtspiel für die erste Mannschaft absolvierte er im spanischen Superpokal 1998 gegen RCD Mallorca. Gleich in seiner ersten Saison, 1998/99, bei der A-Mannschaft des FC Barcelona gewann er mit seinem Team die spanische Meisterschaft. Sein Ligadebüt für Barcelona gab er am 3. Oktober 1998 bei einem 3:1-Auswärtserfolg gegen den FC Valencia. Xavi wurde in den darauffolgenden Jahren zu einer festen Größe bei Barcelona und spielte in nahezu jedem Pflichtspiel mit. Er übernahm die Rolle von Pep Guardiola als Spielmacher beim FC Barcelona und wird vor allem im zentralen Mittelfeld eingesetzt.
In der Saison 2004/05 wurde er von den Trainern der spanischen Liga zum besten spanischen Spieler der Primera División gewählt. Im Dezember 2005 erlitt Xavi einen Kreuzbandriss und fiel für ein halbes Jahr aus. Am 30. April 2006 gab er gegen den FC Cádiz sein Comeback. Auch in der Saison 2006/07 war er Leistungsträger beim FC Barcelona und bestritt 42 Pflichtspiele für den Verein. Dennoch verlief diese titellose Saison für ihn enttäuschend. In der sich anschließenden Saison gewann Xavi, obwohl er in der Liga so viele Tore wie noch nie (sieben) erzielt hatte, ebenfalls keinen Titel auf Vereinsebene.
Unter Pep Guardiola als neuem Trainer, der zur Saison 2008/09 Frank Rijkaard ablöste, spielte Xavi die beste Saison seiner Vereinskarriere. Zunächst gewann Barcelona in dieser Saison den spanischen Pokal durch ein 4:1 gegen Athletic Bilbao, bei dem Xavi das letzte Tor per Freistoß erzielte. Die spanische Liga gewann man wenig später auch auf dominierende Art und Weise mit 105 erzielten Toren. Historisch war auch der 6:2-Erfolg Barças bei Real Madrid am 34. Spieltag dieser Saison. Xavi bereitete in diesem Spiel vier der sechs Treffer vor. Am 27. Mai 2009 machte Barcelona schließlich mit einem 2:0-Sieg über Manchester United im Champions-League-Finale 2009 den Triple-Gewinn perfekt. In dieser Champions-League-Spielzeit wurde Xavi zum besten Mittelfeldspieler des Wettbewerbs gekürt, wo er im Finale das 2:0 von Messi vorbereitete. Ende 2009 gewann Barcelona zusätzlich den UEFA Super Cup, den Supercopa de España und die FIFA-Klub-Weltmeisterschaft, damit gewann Barça als erste Mannschaft weltweit alle sechs möglichen Pokale in einem Jahr.
Ende 2008 verlängerte Xavi seinen Vertrag, der bis 2010 datiert war, um weitere vier Jahre bis 2014. Der Vertrag beinhaltet eine feste Ablösesumme von 80 Millionen Euro. Am 9. Juni 2010 wurde sein Vertrag um eine automatische zweijährige Verlängerung bis 2016 erweitert, falls Xavi in den letzten beiden Saisons seines regulär laufenden Vertrags mindestens die Hälfte der Spiele bestreitet. 2010 verteidigte Xavi mit Barcelona erfolgreich die spanische Meisterschaft. Beim 2:0-Sieg im El Clásico im Estadio Santiago Bernabéu am 31. Spieltag bereitete Xavi beide Tore vor. Xavi kam in 34 von 38 Ligaspielen zum Einsatz und spielte am Ende der Saison sogar trotz einer Wadenverletzung. Am 2. Januar 2011 absolvierte er sein 549. Spiel für Barça und stellte damit den bisherigen Rekord des Verteidigers Miguel Bernardo Bianquetti ein, der in den 1970er und 1980er Jahren für Barcelona im Einsatz war. Im Januar 2013 verlängerte Xavi seinen Vertrag beim FC Barcelona bis Sommer 2016.
Am 6. November 2013 gelang ihm mit Barcelona der 80. Sieg in der UEFA Champions League, womit er alleiniger Rekordhalter wurde. Zuvor hatte er sich die Bestmarke von 79 Siegen mit seinem Landsmann Raúl geteilt. Am 10. Dezember 2014 wurde Xavi mit seinem 146. Einsatz zum alleinigen Rekordspieler der UEFA Champions League, als er beim 3:1-Sieg gegen Paris Saint-Germain in der 73. Spielminute für Andrés Iniesta eingewechselt wurde und somit den bisherigen Rekordhalter Ryan Giggs ablöste. Am 16. September 2015 zog Iker Casillas mit 151 Spielen gleich. Inzwischen sind verschiedene Spieler in der Liste an ihm vorbeigezogen. In der Saison 2014/15 ist er mit FC Barcelona Triple Sieger geworden. Unter anderem gewannen sie mit 3:1 das Champions-League-Finale gegen Juventus, den Spanischen Pokal und die Liga. Mit dem Trainer Luis Enrique, in dieser Saison hatte er aber so wenig Einsätze wie noch nie.
Nach der Saison 2014/15 verließ Xavi den Verein nach 24 Jahren – davon 17 Jahre als Spieler der ersten Mannschaft – und wechselte zum al-Sadd Sports Club nach Doha, um seine Karriere dort ausklingen zu lassen.

#### Karriereausklang in Katar
Am 13. November 2017 verkündete Xavi zunächst sein Karriereende nach der Saison, verwarf seine Pläne jedoch im Mai 2018 und verlängerte um weitere zwei Jahre. Anfang Mai 2019 verkündete Xavi sein Karriereende nach Ende der Saison. Bis zum Ende der Saison gewann er mit al-Sadd den Meistertitel und erreichte zudem noch das Finalspiel des Emir of Qatar Cup, das jedoch gegen den al-Duhail SC mit 1:4 verloren ging.

### Nationalmannschaft

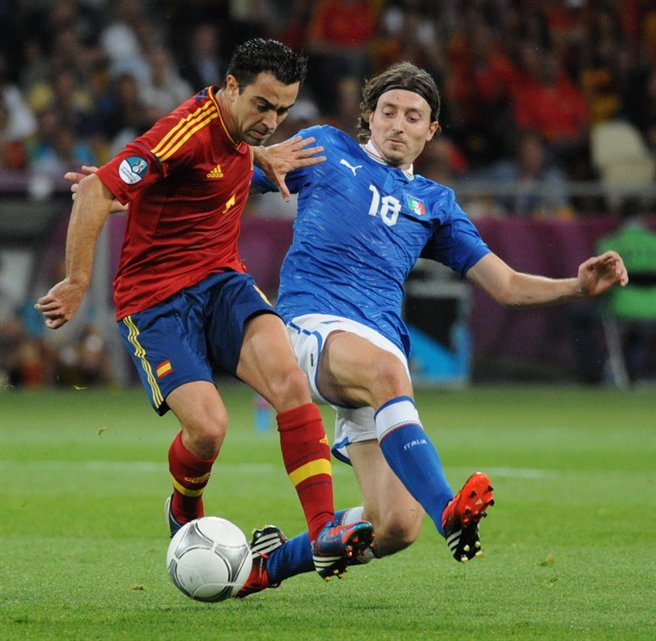
Xavi im EM-Finale 2012 im Zweikampf mit Riccardo Montolivo

Seit dem Jahr 1998 spielte Xavi regelmäßig für die katalanische Fußballauswahl.
Im April 1999 wurde Xavi bei der Juniorenweltmeisterschaft mit Spanien in Nigeria Weltmeister.
Am 15. November 2000 bestritt er gegen die Niederlande (2:1) sein erstes Spiel für die spanische Nationalmannschaft. Xavi gehörte bei der WM 2002 sowie bei der EM 2004 zum spanischen Kader. Sein Einsatz bei der WM 2006 in Deutschland war fraglich. Zu Xavis Status in der spanischen Nationalelf sagte dazu sein damaliger Trainer Luis Aragonés vor der WM 2006 folgendes: „Manche Leute sagen, es sei ein Lotteriespiel Xavi in den WM-Kader zu berufen, ich aber sage, wir würden noch mehr aufs Spiel setzen, wenn wir ihn zu Hause lassen würden.“ Xavi präsentierte sich bei der Weltmeisterschaft als Leistungsträger der Spanier und wurde im ersten Gruppenspiel gegen die Ukraine zum „Spieler des Spiels“ gewählt.
Am 6. September 2006 erzielte er in der EM-Qualifikation beim 2:3 gegen Nordirland das 1000. Länderspieltor Spaniens.
Im Jahr 2008 konnte Xavi mit der spanischen Nationalmannschaft die Fußball-Europameisterschaft 2008 in Österreich und der Schweiz gewinnen und wurde zum besten Spieler des Turniers gewählt. Im Finale dieses Turniers gab er dem Siegtorschützen Fernando Torres den Pass zum entscheidenden 1:0.
Bei der WM 2010 in Südafrika stand er in allen sieben Spielen in der Startelf und spielte nur im Gruppenspiel gegen Honduras nicht über die volle Spieldauer. Am 11. Juli 2010 gewann er mit Spanien nach dem 1:0-Endspielsieg in der Verlängerung gegen die Niederlande die Fußball-Weltmeisterschaft.
Am 25. März 2011 machte er beim 2:1 gegen Tschechien als zweiter spanischer Feldspieler nach Raúl sein 100. Länderspiel.
In der Qualifikation zur Europameisterschaft 2012 qualifizierte sich Weltmeister Spanien souverän mit 26:6 Toren und acht Siegen in acht Spielen. Xavi hatte zweimal getroffen. Nationaltrainer Vicente del Bosque ließ phasenweise mit einer 4-6-0-Formation spielen, also ohne echten Stürmer und mit sehr offensiven Mittelfeldspielern. In dieser Aufstellung nahm Xavi die Rolle einer Offensivkraft ein, die wie gewohnt nach vorne stoßende Spieler mit Vorlagen versorgte. Spanien gelang als erster Mannschaft überhaupt die Titelverteidigung des Europameistertitels.
Beim Konföderationen-Pokal 2013 erreichte er mit Spanien erstmals das Finale, verlor dort aber gegen Gastgeber Brasilien nach einer Rekordserie von 29 Pflichtspielen ohne Niederlage.
Am 7. Juni 2014 gelang ihm mit Spanien der 100. Sieg in einem Länderspiel. Er ist der erste Feldspieler dem dies gelang. Ansonsten konnten nur der spanische Torhüter Iker Casillas, Verteidiger Sergio Ramos und der Portugiese Cristiano Ronaldo mehr als 100 Länderspiele gewinnen.
Bei der WM 2014 in Brasilien schied er mit Spanien in der Gruppenphase aus. Daraufhin trat Xavi am 5. August 2014 im Alter von 34 Jahren aus der Nationalmannschaft zurück. Sein letztes Länderspiel war das 1:5 gegen die Niederlande im ersten Gruppenspiel der WM.

### Spielstil und Fertigkeiten
Xavi spielte vorwiegend im zentralen Mittelfeld, wo seine Stärken wie Spielintelligenz, Ballsicherheit, Passgenauigkeit und Übersicht am besten zum Tragen kamen. Er konnte auch eine eher defensive Position einnehmen, wodurch er das Tempo des Spiels bestimmen konnte. Zu seinen Schwächen zählten das Kopfballspiel und mangelnde Torgefährlichkeit. Er selbst sagte darüber: „Ich müsste mehr Tore erzielen. Aber wenn ich an den Strafraum komme, entscheide ich mich fast immer für ein Zuspiel und nicht für einen Torschuss.“
Sein Vater Joaquim war auch im Fußballbereich tätig, spielte bis zu seinem 37. Lebensjahr bei unterklassigen Teams und gründete in Xavis Heimatstadt eine Fußballschule, die Xavi dann besuchte. Sein Vater sagte damals über ihn: „Alle Jungs wollten nur nach vorne stürmen und selbst ein Tor schießen – mit Ausnahme von Xavi. Der hat aus der zweiten Reihe die Zuspiele geliefert und Gegenangriffe schon weit vorne gestoppt.“

## Karriere als Trainer

### al-Sadd Sport Club
Nach seinem Karriereende übernahm Xavi zur Saison 2019/20 den al-Sadd Sports Club als Nachfolger des bisherigen Cheftrainers Jesualdo Ferreira. Im August 2019 gewann er mit dem Qatari Sheikh Jassim Cup seinen ersten Titel als Trainer. Im Januar 2020 nahm der FC Barcelona Kontakt zu Xavi auf und wollte ihn als Nachfolger von Ernesto Valverde als Cheftrainer verpflichten. Xavi äußerte, dass es sein Traum sei, eines Tages den FC Barcelona zu trainieren, er den Zeitpunkt aber noch als zu früh erachte. Stattdessen verpflichtete der FC Barcelona Quique Setién als neuen Cheftrainer. Am Saisonende belegte Xavi mit seiner Mannschaft in der Liga den 3. Platz. Zudem gewann al-Sadd den Emir of Qatar Cup. In der AFC Champions League scheiterte sein Team im Halbfinale an al-Hilal aus Saudi-Arabien.
In der Saison 2020/21 gewann al-Sadd das Double aus Meisterschaft und Pokalsieg. In der AFC Champions League scheiterte man hingegen im Achtelfinale am FC Persepolis.

### FC Barcelona
Am 8. November 2021 kehrte Xavi als Cheftrainer zum FC Barcelona zurück. Er unterschrieb einen Vertrag bis zum 30. Juni 2024 und folgte auf den Interimstrainer Sergi Barjuan, der die Mannschaft nach der Entlassung von Ronald Koeman bei drei Pflichtspielen betreut hatte. Der FC Barcelona stand zu diesem Zeitpunkt nach 12 Spielen der Saison 2021/22 mit 17 Punkten im oberen Tabellenmittelfeld und hatte 6 Punkte Rückstand auf den 4. Platz, der zur Teilnahme an der Champions League berechtigt. Durch eine starke Rückrunde gelang es den Katalanen, einige Ränge vorzustoßen und infolgedessen das Erreichen der Vizemeisterschaft klarzumachen. Zu Beginn der Saison 2022/23 scheiterte seine Mannschaft in der Gruppenphase der UEFA Champions League und qualifizierte sich als Tabellendritter für die weitere UEFA Europa-League-Saison, in der man an Manchester United in den Playoffs zur Finalrunde scheiterte. Im weiteren Saisonverlauf gewann er mit seinem Team den Spanischen Supercup 2023 sowie die Spanische Meisterschaft 2023. Nach einer 3:5-Niederlage Ende Januar 2024 gegen den FC Villarreal in der Liga gab er seinen Rücktritt zum Ende der Saison 2023/24 bekannt. Am 24. April 2024 hieß es dann wieder, dass er noch für mindestens eine Saison Trainer bleiben werde. Im Mai 2024 wurde jedoch erneut die Trennung zum Saisonende bekanntgegeben. Xavis Nachfolger wurde Hansi Flick.

## Titel als Spieler

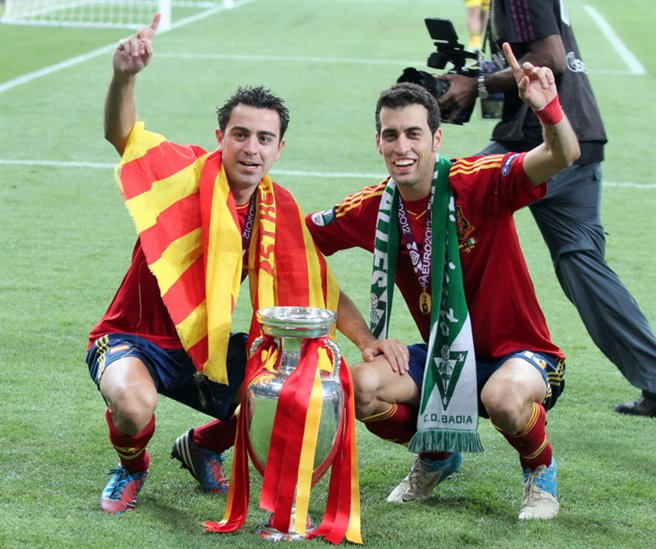
Xavi (links) und Sergio Busquets mit dem Henri-Delaunay-Pokal (2012)

### Nationalmannschaft
A-Nationalmannschaft
- Weltmeister: 2010
- Europameister (2): 2008, 2012
- Olympische Silbermedaille: 2000

U-Nationalmannschaften
- U20-Weltmeister: 1999

### Verein
International
- Champions-League-Sieger (4): 2006, 2009, 2011, 2015
- Klub-Weltmeister (2): 2009, 2011
- UEFA-Super-Cup-Sieger (2): 2009, 2011

Spanien
- Meister (8): 1999, 2005, 2006, 2009, 2010, 2011, 2013, 2015
- Pokalsieger (3): 2009, 2012, 2015
- Supercupsieger (6): 2005, 2006, 2009, 2010, 2011, 2013

Katar
- Meister: 2019
- Pokalsieger: 2017

### Individuelle Auszeichnungen
- Ballon d’Or: 3. Platz 2010 und 2011
- FIFA-Weltfußballer des Jahres: 3. Platz 2009
- Wahl ins Ballon d’Or Dream Team (2020)
- FIFA/FIFPro World XI (6): 2008, 2009, 2010, 2011, 2012, 2013
- All-Star-Team EM (2): EM 2008, EM 2012
- All-Star-Team WM (1): WM 2010
- UEFA Mittelfeldspieler des Jahres (1): 2009
- UEFA Best Player in Europe: 2. Platz 2011
- UEFA Team of the Year (5): 2008, 2009, 2010, 2011, 2012
- UEFA Champions League, Bester Vorlagengeber (1): 2009
- Bester Nachwuchsspieler Spaniens (El País) (1): 1999
- Bester spanischer Spieler der Primera División (1): 2005
- LFP Awards (Bester Mittelfeldspieler der spanischen Liga) (3): 2009, 2010, 2011
- IFFHS World’s best playmaker (5): 2008, 2009, 2010, 2011, 2012
- Spieler des Turniers EM (1): 2008
- Spieler des Jahres (World Soccer) (1): 2010
- Premio Bulgarelli Number 8 (1): 2011
- Prinz-von-Asturien-Preis (Sport) (1): 2012 (zusammen mit Iker Casillas)

## Titel als Trainer
Katar
- Meister: 2021
- Pokalsieger (2): 2020, 2021
- Supercupsieger: 2019

Spanien
- Meister: 2023
- Supercupsieger: 2023